# Grešnica (album)
Grešnica är Marta Savićs tredje album. Det var det första albumet med bandet Južni Vetar. Albumet släpptes år 1993.

## Låtlista
1. Grešnica (Syndare)
2. Došlo vreme da kažemo da (Det är dags att säga att)
3. Srećan ti put i piši mi (Ha en bra tid och skriv till mig)
4. Ne mogu bez tebe (Jag kan inte utan dig)
5. Idemo dalje (Flytta på)
6. Duj, duj
7. Nemaš para (Inga pengar)
8. Zašto me zoveš (Varför ringer du mig?)